# イーラ・クレイグ
イーラ・クレイグ（Eela Craig）は、1970年代と1980年代に活躍したオーストリアのロック・バンドで、プログレッシブ・ロックとジャズ、クラシック音楽の影響を受けた楽曲に、キリスト教に基づく歌詞を乗せて組み合わせている。バンド名には特に意味がない。

## 略歴
このバンドは1970年にリンツで結成され、1971年に『Eela Craig』というタイトルの最初のアルバムをレコーディングした。これは1,500枚が発売されている。評論家は、エマーソン・レイク・アンド・パーマーや、キング・クリムゾン、ジェントル・ジャイアント、コロシアムのような確固たる地位を持つバンドとこのアルバムを比較した。1972年、バンドはチューリッヒ室内管弦楽団とステージを共にする公演を数回行っており、その頃のロック・バンドとしては珍しい会場であるイタリア、ドイツ、オーストリアの有名なオペラハウスで数多くの公演が行われた。
キリスト教に基づくコンセプト・アルバム『ミサ・ユニヴェルサリス』や、独特の風格を持ったクリス・デ・バーの作品「A Spaceman Came Traveling」のカバー・ヴァージョン（どちらも1978年リリース）を含む、シングルやアルバムをリリースするため、1975年にヴァージン・レコードと契約を結んだ。
『ミサ・ユニヴェルサリス』は、ラテン語、ドイツ語、英語、およびフランス語の歌詞を含んでおり、（カトリックの）大ミサを音楽に置き換えたものだった。作曲はアントン・ブルックナーの作品に似ていながら、ロックやエレクトロニック・ミュージックの要素が混在している。初演はリンツ・ブルックナー音楽祭で行われ、好評をもって迎えられた。
バンドは1982年から1986年の間、ほとんど活動していなかった。しかし、2人の結成メンバーは「Bognermayr / Zuschrader」の名の下で、Bognermayr自身がつくったニューエイジ・ミュージック・レーベル「Erdenklang」からソロでの音楽を制作した。1987年になると、現代のポップ・ミュージックのスタイルにマッチすることを目標とした3枚のシングルを発売。同年、イーラ・クレイグは最後のアルバム『Hit or Miss』をリリースした。
1995年11月17日に、バンドはリンツで一度限りのライブ・パフォーマンスのために再結成。同時に、Hubert Bognermayrは『Symphonic Rock』というタイトルのバンドによる音楽をコンピレーションしたアルバムを発表した。

## メンバー
- Hubert Bognermayr - ピアノ
- Harald Zuschrader - ギター、リコーダー、サクソフォーン
- Gerhard Englisch - ベース
- Horst Waber - ドラム、パーカッション
- Heinz Gerstmair - ギター
- Will Orthofer - ボーカル、サクソフォーン

## ディスコグラフィ

### アルバム
- Eela Craig (1971年)
- 『ワン・ナイター』 - One Niter (1976年)
- 『ハッツ・オヴ・グラス』 - Hats of Glass (1977年)
- 『ミサ・ユニヴェルサリス』 - Missa Universalis (1978年) ※旧邦題『ミサ組曲』
- 『ヴァージン・オイランド』 - Virgin Oiland (1980年)
- Hit or Miss (1988年)

### コンピレーション・アルバム
- Symphonic Rock (1995年)

### シングル
- "Stories" / "Cheese" (1974年)
- "A Spaceman Came Travelling" / "Heaven Sales" (1978年) ※前者はクリス・デ・バーのカバー
- "Mo-bike Jive" / "Carry On" (1981年)
- "Linz" / "Fühl mich so..." (1987年)
- "Il Tempo..." / "Lovers in Love" (1987年)
- "Weihnachtszeit" / (Instrumental) (1987年)
- "Lord’s Prayer" / "Vaterunser" (1988年)